# Nahr ez-Zarqa
Der Nahr ez-Zarqa (arabisch نهر الزرقاء, DMG Nahru z-Zarqāʾ ‚Fluss der Blauen (Stadt)‘; deutsch auch Jabbok) ist ein Fluss in Jordanien. Er entspringt wenige Kilometer nordöstlich von Amman bei der prähistorischen Siedlungsstätte ʿAin Ghazal und fließt zunächst in nördlicher Richtung, ehe er nach Westen abknickt, von der König-Talal-Talsperre gestaut wird und schließlich  in den Jordan mündet.
Der Nahr ez-Zarqa wird unter dem Namen Jabbok mehrfach im Alten Testament erwähnt. Er floss durch das in der Bibel erwähnte Gilead und trennte die Gebiete der Stämme Ruben und Gad vom südlich gelegenen Reich der Ammoniter. Das Land Sihon hat sich „vom Arnon zum Jabbok“ erstreckt und wurde später vom König von Ammon beansprucht (Num 21,24 ; Dtn 2,37 ; 3,16 ; Jos 12,2 ; Ri 11,13 .22).
Besondere Bedeutung gewann der Unterlauf des Jabbok aber dadurch, dass sich an seinem Ufer nach Gen 32,23–33  der Kampf Jakobs mit Gott bzw. dem ihn vertretenden Engel (Hos 12,4f ) zugetragen haben soll.